# Roger Clarendon
Roger Clarendon, né vers 1350 et mort exécuté par pendaison le 8 juin 1402, est un fils illégitime du prince de Galles Édouard de Woodstock, fils aîné du roi d'Angleterre Édouard III et passé à la postérité sous le surnom de « Prince Noir ».

## Biographie
Roger Clarendon est issu d'une liaison d'Édouard de Woodstock avec Édith de Willesford aux alentours de 1350. Bien qu'étant un bâtard, il reçoit en 1372 de son grand-père Édouard III une rente annuelle de 100 livres. À sa mort en 1376, le Prince Noir lui lègue en héritage un lit de soie, sans pourtant le reconnaître comme un de ses fils. Roger épouse ensuite Margaret Fleming, héritière de la baronnie de Roch en Galles et en Irlande. Malheureusement pour lui, elle meurt en 1386 avant sa majorité et ses terres sont en conséquence héritées par ses trois cousins.
En 1398, Roger est impliqué dans un duel avec le chevalier William Drayton. Il est emprisonné au château de Wallingford avant de devoir acquitter une somme à Drayton en dédommagement, celui-ci étant grièvement blessé. Mais Drayton meurt peu de temps après de ses blessures et Roger, qui craint désormais pour sa vie, s'enfuit afin de ne pas être jugé. Il devient un fugitif pendant plusieurs années, bien que son demi-frère Richard II soit alors roi d'Angleterre. Finalement, le 19 mai 1402, Roger est capturé par des hommes du roi Henri IV. 
Henri IV condamne Roger Clarendon à mort, non pas pour l'homicide de Drayton, mais parce qu'il a fait répandre la rumeur que son demi-frère Richard II, déposé par Henri IV en 1399 et mort mystérieusement emprisonné en 1400, est toujours en vie. Une autre hypothèse de son exécution est qu'Henri IV le considère comme un potentiel prétendant au trône à cause de son ascendance. Le 8 juin, Roger est exécuté par pendaison puis décapité post mortem à Tyburn avec des complices franciscains. Son exécution, considérée comme illégale par les ennemis d'Henri IV, est l'une des raisons de la rébellion de l'archevêque d'York Richard le Scrope en 1405.